# Акшуатский дендропарк
Акшуатский дендропарк — памятник природы, занесён в соответствующий кадастр как ООПТ Ульяновской области, с 10.02.1976 г., находящийся в селе Акшуат (Ульяновская область).

## Описание
Общая площадь — 63 га.
В дендропарке уже более 100 лет выращиваются экзотические породы деревьев и кустарников. Сейчас в парке произрастает более 70 видов таких пород. Все экзотические таксоны плодоносят. Примеры пород-экзотов: лиственница Сукачева, сосна Веймутова, пихта сибирская, можжевельник, магония поддуболистная.
На территории запрещена несанитарная рубка леса.
Активно ведутся научно-исследовательские и эколого-просветительские работы. Имеются спортивный лагерь и места отдыха.

## История создания
История создания дендропарка относится к 1880-м годам и связана с владельцем с. Акшуат В. Н. Поливановым, который был вынужден прибегнуть к лесоразведению на песках и старых порубках, поскольку «при малейшем суховее песок приходит в движение и, поднимаясь в воздух, занимает хорошие земли иногда на далекие расстояния». Основная часть парка была занята хвойными породами: в основном, сосна обыкновенная — «дерево наиболее ценное и выносливое и наиболее пригодная порода для искусственного лесоразведения в Симбирской губернии», а также лиственница сибирская и кедр сибирский.
В 1908 году, обобщая опыт 25-летнего акшуатского лесоразведения, В. Н. Поливанов указывал общую площадь всех посадок свыше 325 десятин.
Всего из видов, указанных в каталогах лесного питомника Поливанова за 1893 и 1898 года, теперь в парке не найдено 15. Это 3 вида винограда, ольха перистолистная, сосна карликовая, которую, Поливанов особенно рекомендовал как выносливую и неприхотливую на почву породу для создания живой изгороди вдоль проезжих дорог, посаженная в два ряда она «образует прекрасную сплошную цепь», туя восточная и канадская, можжевельник казацкий.

## Основания для создания ООПТ и её значимость
Уникальное собрание деревьев и кустарников из разных стран мира (свыше 150 видов).
Создавался как питомник хвойных пород для защиты сельхозугодий от песчаных заносов.

## Перечень основных объектов охраны
Древесно-кустарниковая флора

## Галерея

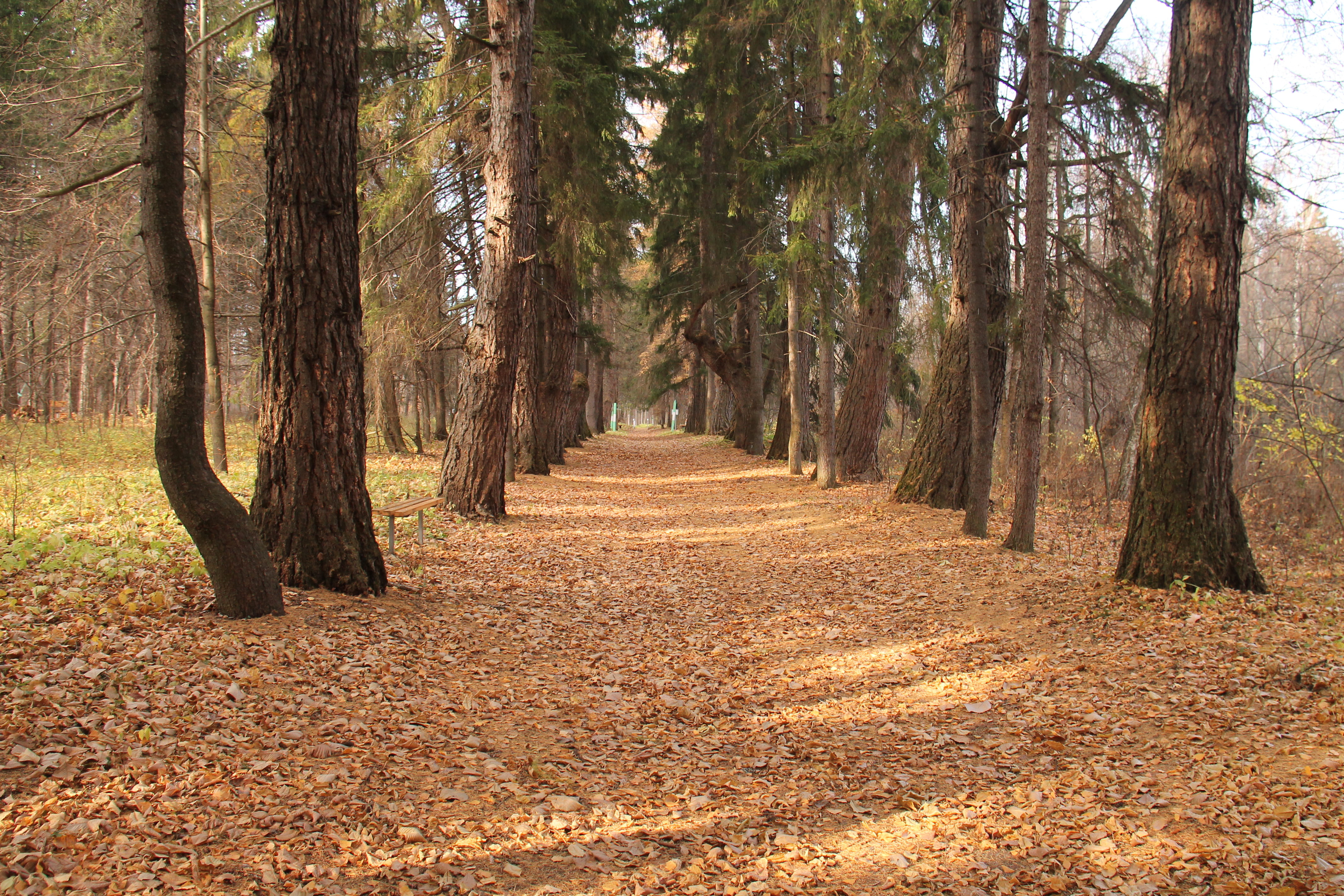
Еловая аллея в нижней части Акшуатского дендропарка.
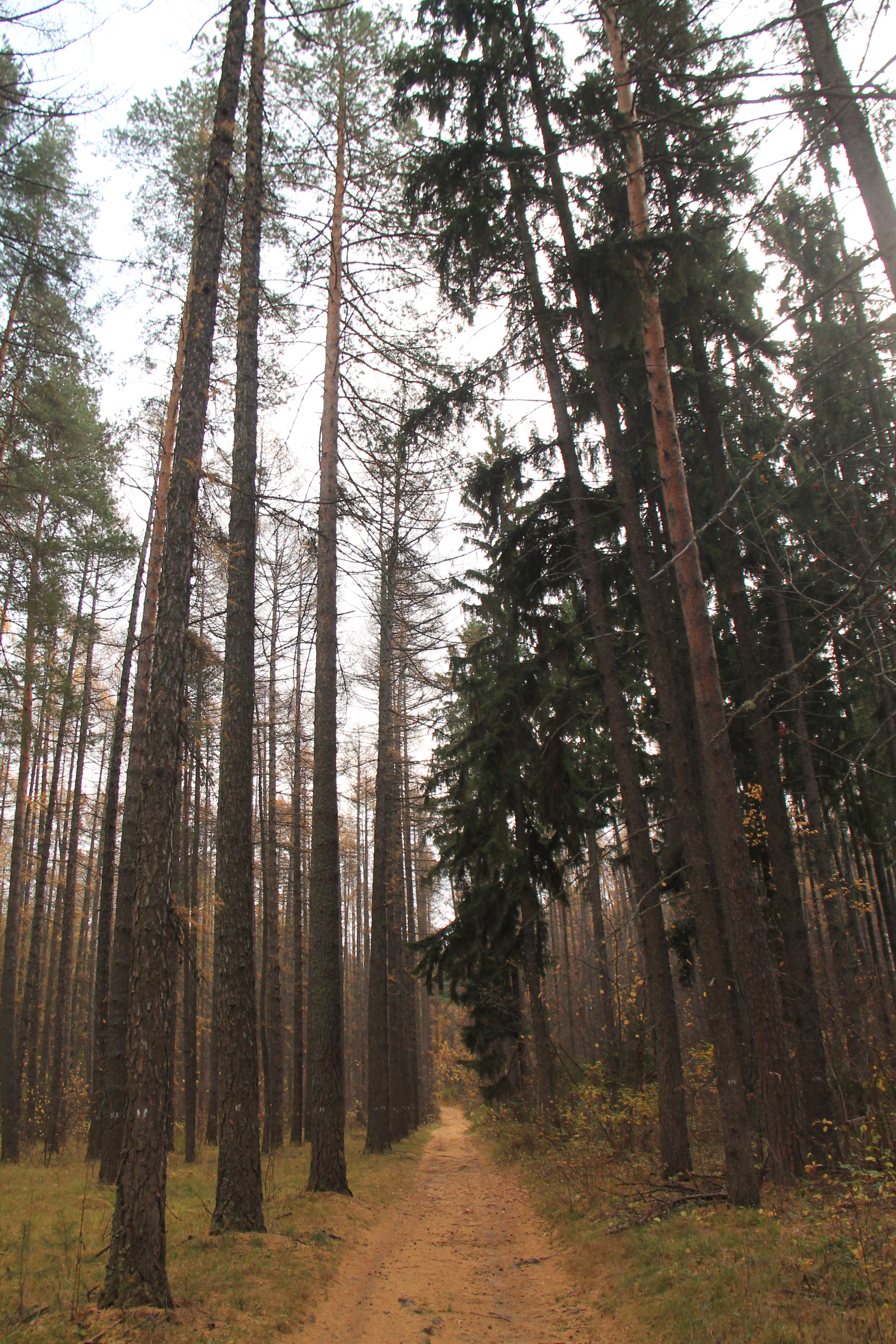
Верхняя часть Акшуатского дендропарка.
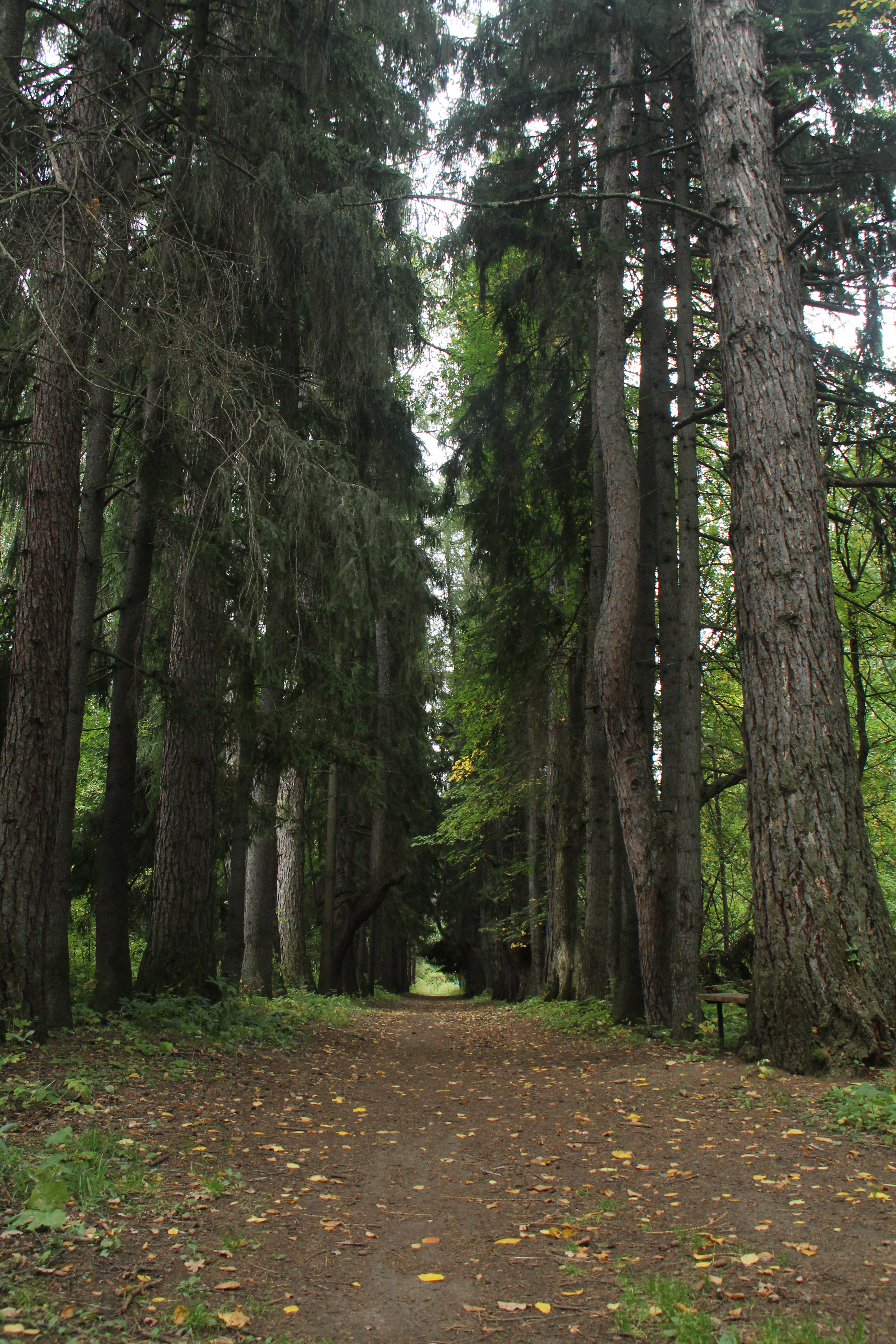
Еловая аллея в Акшуатском дендропарке.
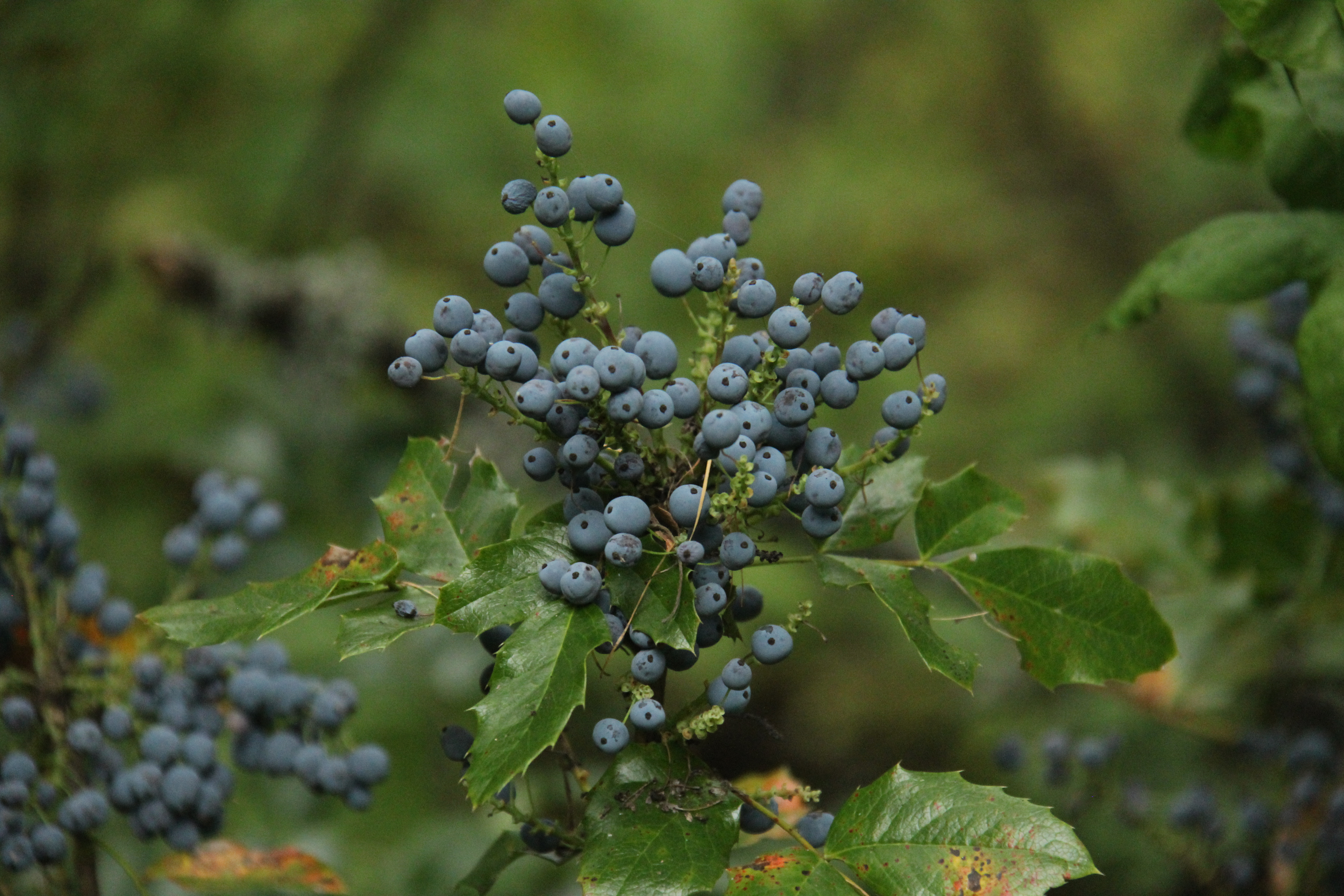
Магония падуболистная в Акшуатском парке.